# 苏丹·张波拉托夫
苏丹·张波拉托夫（1936年—），哈萨克族，新疆裕民人。中华人民共和国作家、中国共产党党员。

## 生平
1961年自吉林大学物理系毕业。1961年至1986年，历任新疆大学教研室主任、副教授、系副主任、副校长等职务。1986年至1996年，任新疆维吾尔自治区教委副主任和新疆维吾尔自治区教科所研究员，侨光东方文化科技研究院研究员，乌鲁木齐市职大教授。全国人大第八、九届代表、民委委员。新疆维吾尔自治区科协常委。2005年当选为世界哈萨克族联谊会理事，哈萨克斯坦作协会员。他曾被评为有突出贡献专家。2002年获授哈萨克斯坦独立十周年奖章。

## 著作
1962年起开始发表文学作品。1998年加入中国作家协会。主要作品有长篇小说《猎骄昆弥》、《翁归昆弥》、《军须昆弥》（三部曲，1995年获新疆维吾尔自治区一等奖、2000年获《天山文艺》奖），中篇小说《塔拉斯之争》，科幻小说集《塞》（1986年获全国一等奖）及三卷文选等等。